# 桜木雪弥
桜木 雪弥（さくらぎ ゆきや 1975年11月8日 - ）は、日本の漫画家。埼玉県出身。女性。
1994年に『たとえばこーいう恋愛事情』でデビュー。

## 主な作品
- マイホームみらの（1996年 - 2000年、週刊ヤングジャンプ、全15巻）
- ヤスミンのDANCE!（2001年、週刊ヤングジャンプ、全2巻）
- いぬばか（2004年 - 2010年 、週刊ヤングジャンプ、2009年9月号より月刊ヤングジャンプに移行、全22巻）